# Meitschibei

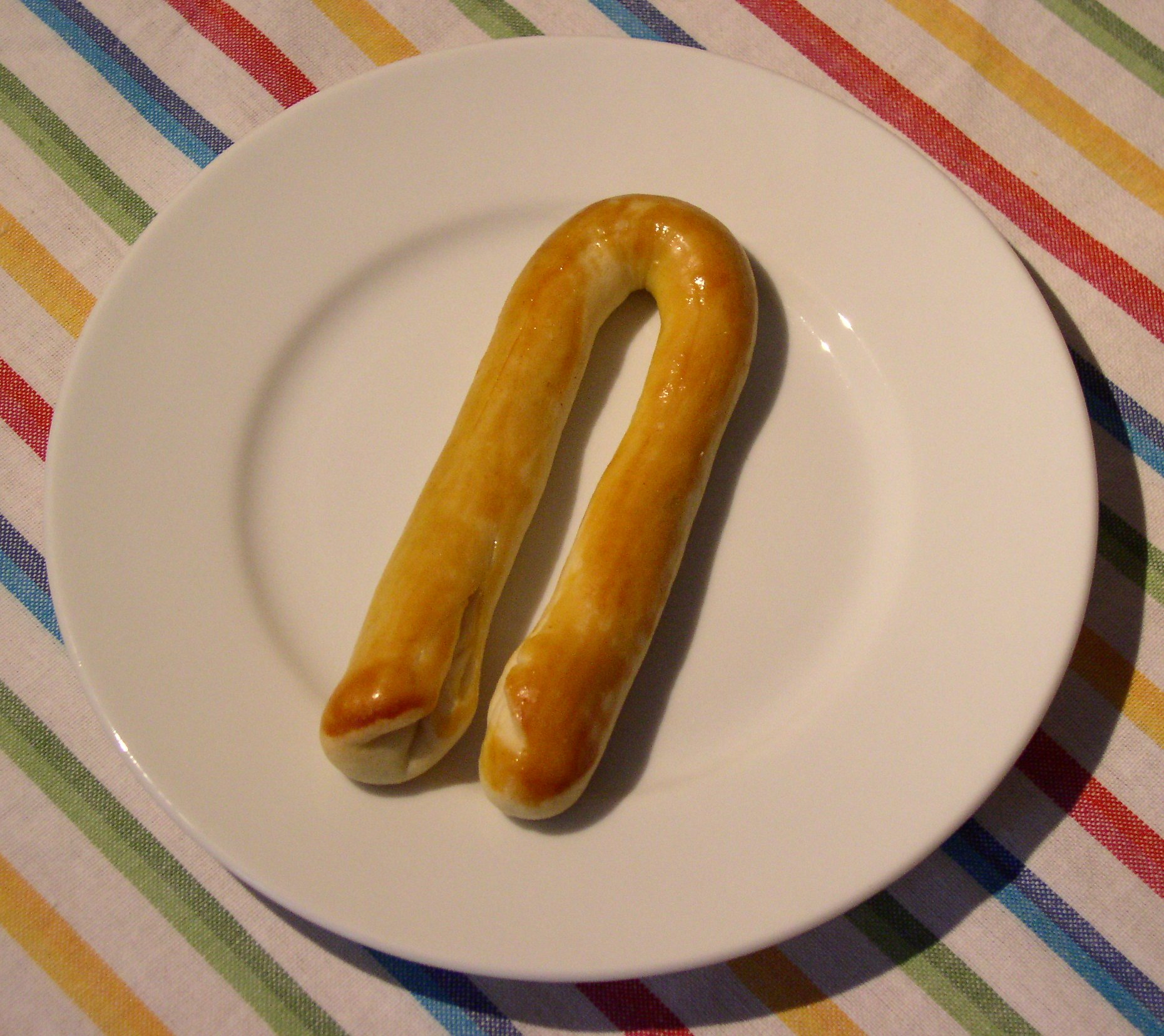
Meitschibei

El Meitschibei (alemany bernès per "cames de nena"), també conegut com croissant viennois a l'oest de Suïssa, és una pasta dolça amb avellanes.
S'elabora amb una massa ratllada i afluixada amb llevat, que s'estén, es farceix d'avellanes, s'enrotlla i es doblega en forma de ferradura. Es pinta amb ou i es cou al forn entre 190 i 200°C durant quinze minuts.
Un nom alternatiu que se'n dona ocasionalment, adequat al llenguatge no sexista, és Glücksbringer ("portadors de sort") per la forma de ferradura.